# Sione Mafi Pahulu
Sione Mafi Pahulu (7. dubna 1942 Kolovai – 2011) byl tonžský ragbista, který hrál jako vazač. V roce 2009 byl společně s dalšími šesti lidmi (a jako jediný ragbista) jmenován do Tonžské sportovní síně slávy. V roce 1973 jako kapitán dovedl Tongu k senzační výhře nad Austrálií 16:11. Za Tongu odehrál 14 zápasů a nasbíral 29 bodů (1969–1975). Ve všech zápasech hrál v základní sestavě a sedmkrát byl kapitánem reprezentace. V roce 1979 byl člen týmu Barbariens v zápase proti Novému Zélandu.
Žil v australském Brisbane. Jeho vnuk Steve Mafi také hraje ragby za Tongu.